# سد الحرية
سد الحرية أو سد البعث أو سد الثورة هو أحد السدود في سوريا، يقع في محافظة الرقة على نهر الفرات في سورية، يبلغ ارتفاعه 14 متر وعرض السد من القاعدة 60 متر، افتتح في عام 1986. ويبعد عن مدينة الرقة بحدود 20 كيلومتر، ويبعد عن سد الفرات 27 كيلومتر.

## بناء السد
بدأت أعمال التحريات الأولية لموقع السد والمحطة الكهربائية في عام 1979 وباشرت الشركة العامة لاستصلاح الأراضي في عام 1981 بأعمال الحفريات الترابية وتنفيذ الأعمال المدنية بالتوازي مع تركيب تجهيزات ومعدات المحطة الكهرومائية من قبل الجانب الروسي حيث تم تشغيل أول مجموعة في شهرحزيران 1987 والمجموعة الثانية في شهرآذار 1988 وتشغيل المجموعة الثالثة والأخيرة في شهر كانون الأول عام 1988 حيث تم الانتهاء من كافة الأعمال في سد البعث ومحطته الكهرومائية

## السد وفوائده
يستفاد من سد الحرية في مشاريع زراعية كبيرة في المنطقة وبتوليد الكهرباء عبر محطات التوليد الكهرومائية، وقد حقق انجاز هذا السد الضخم الكثير من الأهداف منها:
- 1- تنظيم جريان مياه النهر الممررة من محطة سد الفرات الكهرومائية وتقليل تذبذب منسوب المياه في النهر بشكل يومي إلى ( 1،5) م في حالة التصاريف العادية كحد أقصى
- 2- تمكين محطة سد الفرات الكهرومائية من العمل في نظام الذروة وتحسين عملها بما يحقق زيادة في استطاعتها المفيدة بمقدار ( 80) ميغا واط ساعي
- 3- الاستفادة من المياه المخزنة في البحيرة لتوليد طاقة كهربائية تعتد وسطياً بحوالي 375 مليون كيلو واط ساعي سنوياً
- 4- تحسين عمل محطات الضخ القائمة على ضفاف بحيرة سد الحرية
- 5- تحسين الحالة الزراعية للأراضي الواقعة على جانبي النهر
- 6- تثبيت مجرى نهر الفرات للحبس الواقع خلف جسم سد الحرية
- 7- المحافظة على الثروة السمكية

## خلال الحرب الأهلية السورية
تبدلت السيطرة على السد خلال السنوات، ففي فبراير 2013، استولى الجيش السوري الحر على سد الحرية. ومن ثم تنظيم الدولة والتي استخدمته كسجن. وفي مايو 2017، استطاعت قسد السيطرة على السد بعد معارك مع التنظيم.